# La Statue (opéra)
Pour les articles homonymes, voir La Statue (homonymie).
Personnages
- Margyane (soprano)
- Sélim (ténor)
- Mouck (ténor)
- Amgiad (basse)
- Kaloum-Barouck (baryton)

La Statue est un opéra en trois actes et cinq tableaux d'Ernest Reyer, sur un livret de Michel Carré et Jules Barbier, inspiré des contes des Mille et Une Nuits, et de la pièce foraine La statue merveilleuse, écrite en 1720 par Alain-René Lesage et Jacques-Philippe d'Orneval.
Bien que dans son histoire l'opéra se déroule dans un contexte oriental, l'œuvre a très peu de ressemblances musicales avec sa localisation, s'inscrivant plutôt dans la grande tradition musicale française du XVIIIe siècle et du début du XIXe siècle. Elle fut à l'origine conçue comme un opéra comique. Ce n'est que plus tard, notamment pour la première à l'Opéra de Paris, que Reyer remplaça les dialogues parlés par des récitatifs.
L'opéra est créé le 6 avril 1861 au Théâtre Lyrique à Paris et rencontre un grand succès (Jules Massenet, qui participa à quelques représentations en jouant les timbales dans l'orchestre, le décrit comme une « superbe partition » et « un succès magnifique »). Il est ensuite joué au Théâtre de la Monnaie à Bruxelles, à l'Opéra-Comique, à l'Opéra de Monte-Carlo, puis finalement à l'Opéra de Paris en 1903. L'œuvre est ensuite tombée dans l'oubli total, et n'a plus été jouée depuis la mort de Reyer en 1909. En 1995, Jérôme Pruett (baryton) et Josée Fabre (piano) ont enregistré la ballade d'Amgiad et la cavatine de Sélim (une quinte diminuée plus bas !) dans un CD regroupant des mélodies de Reyer et les Nuits d'été de Berlioz. Il n'existe semble-t-il pas d'autre enregistrement de cet opéra.

## Distribution de la création
| Rôles                                | Voix    | Création, le 6 avril 1861 (Chef d'orchestre : Adolphe Deloffre) |
| ------------------------------------ | ------- | --------------------------------------------------------------- |
| Margyane, la nièce de Kaloum-Barouck | Soprano | Marie-Julie Baretti                                             |
| Sélim                                | Ténor   | Jules-Sébastien Monjauze                                        |
| Mouck, l'esclave de Sélim            | Ténor   | Adolphe Girardot                                                |
| Amgiad, le génie                     | Basse   | Mathieu-Émile Balanqué                                          |
| Kaloum-Barouck                       | Baryton | Émile Wartel                                                    |

## Argument[4]
L'histoire se déroule en des temps légendaires, en Arabie.

### Acte I
Damas, puis les ruines de Baalbek
Un jeune Arabe de la ville de Damas, Sélim, très riche et très voluptueux, s’ennuie, car il a épuisé, avec la fortune que lui a laissée son père, la source de tout plaisir. Accablé de langueur, sans illusions, et bientôt sans argent, Sélim ne sait trop à quelle folie se livrer, lorsque le puissant djinn Amgiad se présente à lui sous la forme humaine d’un derviche. Il lui dit d’abord tout ce que doit dire un derviche qui, par état, est voué à la pauvreté et à la sagesse, puis il ajoute : « Le puissant génie Amgiad, le protecteur et l’ami de ta famille, m’envoie vers toi pour t’apprendre qu’il a pitié de ton sort. Si tu veux t’aider un peu et suivre mes conseils, je te ferai pénétrer au centre de la terre, où tu trouveras toutes les richesses que tu peux imaginer. » À ces promesses, Sélim s’éveille et s’élance dans le désert, à la poursuite du génie.
Suivi de son fidèle esclave Mouck, Sélim arrive exténué aux ruines de l’antique ville de Baalbek. Une jeune fille se trouve là, près d’une fontaine. La jeune fille offre à boire au beau Sélim, qui, après avoir étanché sa soif, éprouve le désir tout naturel de voir les traits de la jeune inconnue qui lui a été si compatissante (duo « Mais, je veux te connaître »). Elle se nomme Margyane. Elle est pauvre, sa mère est morte quand elle était jeune, et avec la récente mort de son père, elle est sur la route pour rejoindre son oncle dans la ville sainte de la Mecque (la caravane l'attend). Margyane résiste d’abord au désir de Sélim ; mais, petit à petit, elle écarte son voile, et montre son sourire au jeune homme, qui lui déclare son amour. Ils s'embrassent, mais c'en est trop pour elle. Doutant de Sélim et apeurée, et luttant contre sa propre passion et ses désirs, elle se retire, laissant Sélim derrière elle.
Dans le même temps, Amgiad apparaît sur la place, car il s'agissait de l'endroit exact où il avait donné rendez-vous au jeune homme. Ayant été témoin de la conclusion romantique de la rencontre, il s'assure auprès de Sélim que le trésor est tout ce qu'il souhaite. Déçu par la fuite de Margyane et profondément insatisfait, Sélim lui dit qu'il est prêt et déterminé. Grâce à ses pouvoirs, le génie ouvre alors le portail vers le royaume souterrain, et Sélim s'y engouffre promptement. Entre-temps, Margyane est revenue sur ses pas et, déçue de ne plus le trouver (« Hélas! il n'est plus là... »), rejoint la caravane pour sa lointaine destination.
Sélim ressort de terre ébloui, et raconte avec enthousiasme ce qu’il a vu. Il a vu, entre autres merveilles, douze statues en or et en diamants, et au milieu d'elles le piédestal d’une treizième plus belle encore que les autres. Cette treizième statue, qu’un roi ne paierait pas assez de son trésor, sera donnée en toute propriété à Sélim, s’il consent à épouser une fille innocente qu’il livrera pure au génie Amgiad. Cette promesse plonge Sélim dans l'embarras.

### Acte II
La Mecque
L'acte s'ouvre dans la ville sainte de La Mecque, chez un vieux et riche marchand d’olives, Kaloum-Barouck, qui possède une nièce charmante. Guidé par les conseils du derviche, Sélim fait demander en mariage la nièce de Kaloum-Barouck, qui refuse et reçoit le porteur du message, le fidèle Mouck, à coups de bâton ; mais, après plusieurs incidents et quiproquos, le mariage est finalement conclu entre Sélim et la nièce de Kaloum-Barouck. C'est quand il est enfin autorisé à voir le visage de son épouse qu'il la reconnaît. Hélas, il s'agit de la jeune fille du désert, Margyane, qu’il aime et de qui il est maintenant aimé en retour. Sélim se remémore la promesse qu'il a faite auparavant à Amgiad et aux esprits souterrains, et prend alors conscience de l'horrible situation dans laquelle il se trouve : il doit livrer au derviche son seul et unique amour, en échange des trésors qu'il a tant désirés. Cependant, il garde ce cruel dilemme pour lui, n'osant pas en faire part à Margyane.

### Acte III
Le désert d'Arabie
Sélim traverse le désert avec Mouck et Margyane. Au milieu d'une violente tempête de sable, une lutte désespérée s’engage dans le cœur de Sélim entre son amour pour Margyane et la promesse qu’il a faite au génie Amgiad et aux esprits souterrains. Il se confesse alors à elle, lui demandant son pardon, maudissant ses anciennes folies et désirs de richesses, évoquant sa fidélité, et promettant qu'il est maintenant déterminé à la conserver coûte que coûte. Au milieu de cet échange, quand il la convainc enfin de son amour, Amgiad apparaît, sous la figure du derviche, et vient réclamer sa proie. Mais ni les menaces et les arguments d'Amgiad, ni les voix terrifiantes des esprits souterrains, menaçant Sélim d'un châtiment éternel pour avoir brisé son vœu, ne sont suffisants pour lui faire trahir son amour. Devant une telle détermination, Amgiad est sur le point de partir quand Margyane, qui a été témoin de leur conversation, lui barre soudain la route, lui demandant de l'emmener malgré tout, car elle ne souhaite pas être l'objet de la rupture d'un si terrible vœu, indiquant que, par pur amour pour lui, elle préfère se sacrifier qu'être la cause de châtiment éternel de Sélim. Sélim tire sa dague, prêt à la défendre de sa vie, mais un seul signe de la main d'Amgiad suffit à arrêter ce geste stupide : il plonge Sélim dans un doux sommeil, et emmène Margyane éplorée.
Sélim se réveille peu après leur départ, se rappelant difficilement ce qui lui est arrivé. Les voix souterraines lui annoncent alors que puisqu'il a accompli sa promesse après tout, la treizième statue lui appartient désormais. Avec horreur, il se souvient alors de tout et, découvrant que Margyane a disparu, plein d’amour et de fureur, il se dispose à pénétrer de nouveau dans la caverne, avec la résolution de briser la statue qui lui coûte si cher. Mais au moment où il va pour la frapper, il voit s’élever du socle resté vide Margyane elle-même, qui tombe dans ses bras. C’est alors qu'Amgiad, le maître des jinns, apparaît dans son magnifique costume de génie, et lui dit ces paroles, qui forment la conclusion et la moralité de la fable :
« Il est un trésor
Plus rare que l'or
De toute la Terre,
Plus pur que le jour :
C'est le doux mystère
Qu'on appelle amour. »

## Principales représentations[3]
- 6 avril 1861 : création au Théâtre Lyrique à Paris.
- 20 mars 1865 : Théâtre Royal de la Monnaie à Bruxelles.
- 20 avril 1878 : Théâtre national de l'Opéra-Comique à Paris.
- 11 janvier 1890 : Opéra de Monte-Carlo.
- 6 mars 1903 : Académie Nationale de Musique à Paris.

## Source
- (en) Cet article est partiellement ou en totalité issu de l’article de Wikipédia en anglais intitulé « La statue » (voir la liste des auteurs).